# Metoclopramida
La metoclopramida és un procinètic, un fàrmac usat principalment en els problemes d'estómac i esòfag. Comunament, s'usa per tractar i prevenir la nàusea i el vòmit, per ajudar a buidar l'estómac en persones amb gastroparèsia, i per alleujar els símptomes del reflux gastroesofàgic. També s'utilitza per tractar la migranya.
Comercialitzat a Espanya com a EFG i Primperan.